# سونوكو تشيبا
سونوكو تشيبا (千葉 園子) (15 يونيو 1993 في أوساكا في اليابان – )؛ هي لاعبة كرة قدم كانت تلعب كلاعب وسط. ولعبت مع منتخب اليابان لكرة القدم للسيدات.

## وصلات خارجية
- سونوكو تشيبا على موقع قاعدة بيانات كرة القدم.إي يو (الإنجليزية)
- سونوكو تشيبا على موقع Soccerway.com (الإنجليزية)
- سونوكو تشيبا على موقع عالم كرة القدم.نت (الإنجليزية)